# 64-та піхотна дивізія (Третій Рейх)
64-та піхотна дивізія (Третій Рейх) (нім. 64. Infanterie-Division) — піхотна дивізія Вермахту за часів Другої світової війни.

## Історія
64-та піхотна дивізія була сформована 26 червня 1944 в навчальному центрі Ван під Кельном у VI-му військовому окрузі (нім. Wehrkreis VI) під час 27-ї хвилі мобілізації Вермахту.

## Райони бойових дій
- Франція, Бельгія та Нідерланди (липень — листопад 1944).

## Командування

### Командири
- генерал-майор Кнут Ебердінг (нім. Knut Eberding) (5 липня — 2 листопада 1944).

## Нагороджені дивізії
Нагороджені дивізії
|  | Кавалери Лицарського хреста Залізного хреста | 2 |